# Suntō-gun

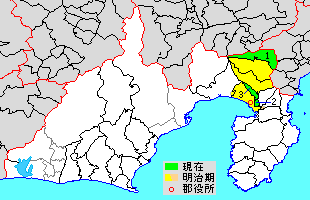
Karte der Meiji-zeitlichen Ausdehnung von Suntō (gelb/orange/grün) in Shizuoka (weiß) mit Gemeindegrenzen des 21. Jahrhunderts (schwarz), heute verbliebener Rest grün

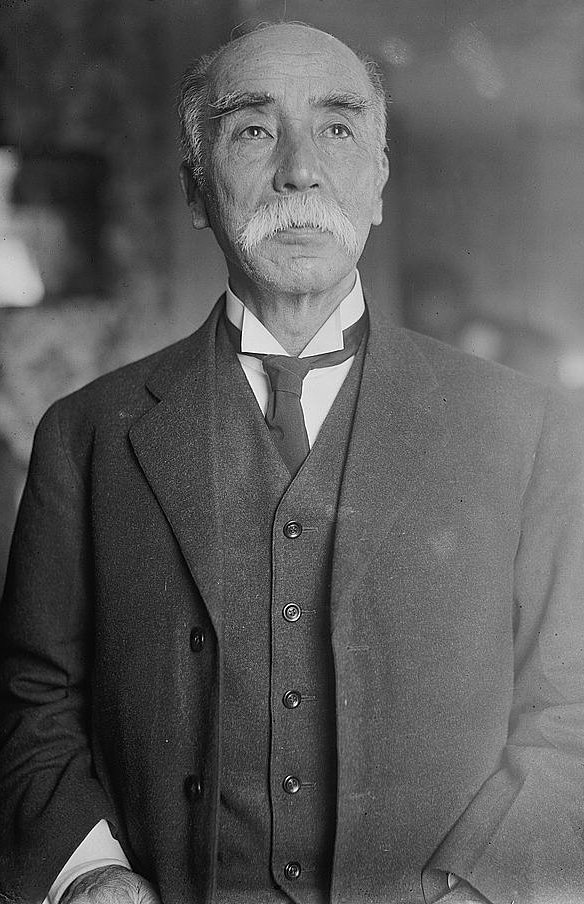
Ebara Soroku, von 1879 bis 1881 der erste Landrat von Suntō, später in beiden Kammern Reichstagsmitglied und Schulgründer

Suntō („Sun[shū]-Ost“, japanisch 駿東郡 Suntō-gun, historisch Suntō no kōri gelesen; englisch Sunto District) ist ein Kreis (-gun) der modernen japanischen Präfektur (-ken) Shizuoka und der antiken Provinz Suruga (sinojp. Abk.: Sunshū) in Tōkaidō. Seit 1971 besteht er noch aus drei Gemeinden, den Städten (-chō) Shimizu, Nagaizumi und Oyama.
Seine Ausdehnung zum Zeitpunkt der modernen Reaktivierung der antiken Landkreise als Verwaltungseinheit nach dem Modell der preußischer Landkreise umfasste den Osten von Suruga zwischen dem Fujisan und der Bucht von Suruga an der Grenze zu Izu und Sagami im Osten, mithin die heutigen kreisfreien Städte (-shi) Gotenba und Susono, Teile von Numazu und Fuji sowie außerdem einen bei der Einführung der preußisch geprägten Gemeindeformen 1889 übertragenen Teil des heutigen Kreises Tagata. Wie in ganz Japan wurden Landrat (gunchō), Kreisausschuss (gun-sanjikai), Kreisverwaltung (gun-yakusho) und Kreistag (gunkai) in den 1920er Jahren wieder abgeschafft und der Kreis wieder auf eine geographische Einheit reduziert.